# Projet 75 Alpha
La marine indienne vise à acquérir de nouveaux sous-marins nucléaires d'attaque (SNA) dans le cadre du projet 75 Alpha. Le gouvernement indien a approuvé en février 2015 la construction de six de ces sous-marins. Ceux-ci seront conçus par la Direction interne de la conception navale de la Marine et construits en Inde au Centre de construction navale de Visakhapatnam. La construction devrait commencer en 2023-2024, tandis que le premier sous-marin devrait entrer en service en 2032.
Étant donné que l’Inde est un utilisateur traditionnel de sous-marins nucléaires russes (avec l’INS Chakra en location), les nouveaux sous-marins construits localement seraient la troisième classe de SNA exploités par la marine indienne, après avoir loué des sous-marins de classe Charlie I et Akula II,.

## Développement
Le programme de construction et de déploiement d’une flotte de sous-marins nucléaires a été envisagé pour la première fois à la fin des années 1990. Les patrouilles des navires de la marine de l’Armée populaire de libération ont accéléré les programmes d’expansion navale de l’Inde. Selon le plan initial, 4 premiers sous-marins de classe Arihant ont été planifiés, suivis par des sous-marins nucléaires lanceurs d'engins de classe S5 beaucoup plus grands, et 6 sous-marins nucléaires d’attaque.
Les sous-marins seront alimentés par un réacteur à eau pressurisée miniature (REP) en cours de développement par le Centre de recherche atomique Bhabha qui a déjà fourni un réacteur miniature similaire de 83 MW pour les SNLE de classe Arihant.
Le 24 juin 2019, il a été signalé que ₹100 crore (13 millions de dollars US) ont été alloués pour la phase initiale du projet. Les sous-marins seront conçus par la Direction de la conception navale et le développement devrait se poursuivre jusqu’en 2025. Mishra Dhatu Nigam développe un nouveau matériau de coque qui devrait permettre au sous-marin de plonger à des profondeurs plus profondes que la classe Arihant. Un modèle réduit du sous-marin devrait d’abord être testé. Le coût total du projet est estimé à environ ₹1 lakh crore (13 milliards de dollars US).
En février 2020, The Economic Times a rapporté que la phase de conception préliminaire du programme avait été achevée avec succès. Le rapport indique que le groupe de conception des sous-marins de la Direction de la conception navale, assisté par l'Organisation de Recherche et Développement pour la Défense, va maintenant commencer à travailler sur la phase de conception détaillée et de construction du programme.
La marine indienne a donné la priorité à la construction de sous-marins du projet 75 Alpha par rapport au troisième porte-avions.
Initialement, trois sous-marins devraient être construits en 2023-2024, tandis que les trois autres obtiendront l’autorisation plus tard. Le premier bateau devrait entrer en service en 2032. La classe de navire aura une autorisation de conception finale à Gurugram par Submarine Design Group, son réacteur nucléaire sera construit à Kalpakkam, la fabrication de la coque aura lieu à Hazira et enfin l’assemblage et les essais en mer seront entrepris au centre de construction navale (Ship-Building Centre) à Visakhapatnam.